# Марс атакует!
«Марс атакует!» (англ. Mars Attacks!) — американский научно-фантастический фильм с элементами чёрной комедии и политической сатиры, вышедший в 1996 году. В основе фильма лежит одноимённая серия коллекционных карточек. Режиссёром картины является Тим Бёртон.

## Сюжет
В картине вплотную соседствуют несколько сюжетных линий, которые, часто переплетаясь, объединяются лишь ближе к финалу. В центре одной из сюжетных линий — американский президент Джеймс Дейл (Джек Николсон) и его семья: первая леди Марша Дейл (Гленн Клоуз) и дочь Тэффи (Натали Портман). Также Николсон играет в фильме бизнесмена Арта Ленда. Здесь же показана амбициозная парочка тележурналистов: Джейсон Стоун (Майкл Джей Фокс) и его близкая подруга Натали Лэйк (Сара Джессика Паркер). Их совместная семейная жизнь никак не вредит работе, где они являются соперниками. Следующий персонаж — бывший боксёр-тяжеловес на пенсии Байрон Уильямс (Джим Браун), который теперь служит символом одного из роскошных казино. Он безумно любит свою бывшую жену Луис (Пэм Гриер) и двух расторопных сыновей — Седрика (Рэй Дж.) и Невилла (Брендон Хэммонд) и всячески старается наладить с ними отношения. Не менее колоритной предстает и семья Норрис, члены которой, за исключением младшего сына Ричи (Лукас Хаас) и маразматической бабки Флоренс Норрис (Сильвия Сидни) из дома престарелых, помешаны на милитаризме.
Однажды утром профессор астрономии Дональд Кесслер (Пирс Броснан) представил президенту доклад, в котором говорится, что на околоземной орбите Земли находятся сотни летающих тарелок. Столь значимое событие, как Первый Контакт, всколыхнуло всю планету, а то, что марсиане решили приземлиться на территории США, в пустыне Невада, подняло и так немалый престиж этой страны. В точке контакта были выстроены трибуны, приглашены гости, теле- и радиожурналисты, корреспонденты газет и все желающие. Встречал марсианскую делегацию генерал Кейси (Пол Уинфилд), главная жизненная позиция которого гласила: «Если всё время стоять рядом и молчать, тебя обязательно заметят». На землю спустилось огромное стальное летающее блюдце, и к подиуму сошли несколько марсиан. Американцы встретили их, как миролюбивых посланцев высшего разума — один из хиппи выпускает голубя в качестве символа мира. Однако после слов «Мы пришли к вам с миром» пришельцы сожгли из своих бластеров сначала голубя, потом генерала, а также несколько десятков человек, в том числе Билли Гленн-Норриса (одного из детей семьи Норрис) и репортёра Джейсона Стоуна. В плен они взяли Натали Лэйк со своей чихуахуа, поменяв им местами головы смеха ради.
Марсиане оказались злобными и кровожадными существами. Но искусство земной дипломатии дало марсианам второй шанс, и те заверили, что произошедшее в пустыне — не более чем ошибка из-за различий двух культур, списав все на то, что якобы голубь был символом мира. Марсианский посол принёс свои извинения и, чтобы загладить вину, согласился выступить в конгрессе США перед сенаторами. Но и здесь произошло то же, что на лётном поле в Неваде: марсиане сжигают из бластеров всех конгрессменов, а Кесслера оглушают и тащат в летающую тарелку, оставив от него только говорящую голову. Во время вторжения одна из летающих тарелок решила поиграть со стелой мемориала Независимости, для чего подорвала её основание, а затем начала подбрасывать в разные стороны, как качели. Марсиане тут же начали полномасштабную десантную операцию, а один марсианин, переодевшись в шикарную блондинку (Лиза Мэри), даже проник в спальню к президенту и чуть было не убил главу государства и его жену — к счастью, шпиона уничтожают. Генерал Декер предлагает президенту ответить ядерным оружием, но тот отказывается.
На улицах Вашингтона, а затем и столицах всего мира марсиане начали жечь и крушить всё подряд. Моаи они словно кегли уничтожили гигантским шаром для боулинга; из лазеров взорвали Биг-Бен и сожгли Тадж-Махал. В результате нападения на Белый Дом они убивают экскурсовода и охранников из Секретной службы, а также обрушивают на первую леди люстру, в результате которой она погибает. Однако сдачи марсианам дают дети, отобравшие марсианские бластеры и уничтожившие нескольких захватчиков, а Секретная служба точными выстрелами пробивает шлемы марсиан и убивает нескольких нападавших. В результате хаоса разделёнными оказываются президент Дейл и его дочь Тэффи. Катастрофа продолжается по всему миру, и после гибели президента Франции Дейл решает атаковать марсианский корабль при помощи ядерного оружия, но безуспешно. Марсиане врываются в бункер президента, убивают его охрану, генерала Декера уменьшают до размера таракана и затем, хорошенько поиздевавшись, давят насмерть, а самого президента Дейла убивает робот-рука, которую выпускает посланник марсиан.
Группу беженцев в Лас-Вегасе возглавляют боксёр Байрон Уильямс, Барбара Лэнд, Том Джонс, официантка Синди и юрист. Они ищут самолёт, чтобы улететь на нём. В результате прорыва к истребителю погибает юрист, а Байрон позволяет другим убежать, забив до смерти марсианского посла. Перелом в войну вносит... бабушка Ричи Норриса, но не столько она сама, сколько музыка, которую она постоянно слушает на своём проигрывателе. Мелодия «Indian Love Call» в исполнении Слима Уитмана в стиле йодля оказывается убийственной для пришельцев: от неё их головы взрываются, словно пузыри с зелёной краской. Это и спасает американскую нацию, а также всё население земного шара от гибели. В финале оставшаяся в живых дочь президента Тэффи Дейл торжественно вручает старушке Флоренс Норрис и помогавшему ей внуку Ричи медали за храбрость, а выживший чудом Байрон встречает бывшую жену и своих двоих сыновей. Барбара, Синди и Джонс выбираются из пещеры, чтобы увидеть, что марсианские летающие тарелки тонут в озере Тахо.

## В ролях
- Джек Николсон — президент США Джеймс Дэйл / Арт Лэнд
- Гленн Клоуз — первая леди Марша Дэйл
- Аннетт Бенинг — Барбара Лэнд
- Пирс Броснан — профессор Дональд Кесслер
- Дэнни Де Вито — игрок в казино
- Мартин Шорт — пресс-секретарь Джерри Росс
- Сара Джессика Паркер — Натали Лэйк
- Майкл Джей Фокс — Джейсон Стоун
- Род Стайгер — генерал Деккер
- Том Джонс — Том Джонс (камео)
- Лукас Хаас — Ричи Норрис
- Натали Портман — Тэффи Дэйл
- Джим Браун — Байрон Уильямс
- Лиза Мэри — переодетый марсианин
- Сильвия Сидни — бабушка Флоренз Норрис
- Кристина Эпплгейт — Шарона
- Пэм Гриер — Луиза Уильямс
- Пол Уинфилд — генерал Кейси
- Джек Блэк — Билли Глен Норрис
- Ежи Сколимовский — доктор Цайглер
- Барбе Шрёдер — Морис, президент Франции
- Фрэнк Уэлкер — голос Марсиан
- Роджер Л. Джексон — переводчик с марсианского

## Производство
В фильм вошли кадры реального (строительного) взрыва казино в Лас-Вегасе, которые запечатлел Тим Бёртон. Казино с башней, похожей на летающую тарелку (или диспетчерскую рубку аэропорта), называлось The Landmark и было взорвано 7 ноября 1995 года.
В 1996 году американская хоррор-панк-группа The Misfits специально для фильма написала песню «Mars Attacks», однако Бёртон получил копию записи слишком поздно.

## Награды и номинации

### Награды
1997 — премия «Сатурн»
- Лучшая музыка — Дэниел Эльфман

### Номинации
1997 — премия «Сатурн»
- Лучшие костюмы — Коллин Этвуд
- Лучший режиссёр — Тим Бёртон
- Лучший молодой актёр — Лукас Хаас
- Лучший научно-фантастический фильм
- Лучшие спецэффекты
- Лучший сценарист — Джонатан Джемс

1997 — премия «Хьюго»
- Лучшая постановка[6]